# سوپرمارین اس.۶
سوپرمارین اس. ۶ (به انگلیسی: Supermarine_S.6) یک هواگرد ملخ‌پیشین تک‌موتوره از نوع دریایی ساخت شرکت Supermarine است. هواگرد سوپرمارین اس. ۶ نخستین پروازش را در ۱۹۲۹ میلادی انجام داد. این هواگرد در سال ۱۹۲۹ میلادی رسماً معرفی گردید. در مجموع، تعداد ۲ فروند از این هواگرد ساخته شده‌است.
طراح این هواگرد، R.J. Mitchell بود.